# Michael Marcussen
Pour les articles homonymes, voir Marcussen.
Michael Marcussen, né le 9 janvier 1955 à Roskilde, est un coureur cycliste danois, professionnel de 1984 à 1992. Spécialiste de la course aux points, il a été champion du monde de cette discipline en amateurs en 1983.

## Palmarès sur piste

### Championnats du monde
- Brno 1981
  -  Médaillé de bronze de la course aux points amateurs
- Leicester 1982
  -  Médaillé d'argent de la course aux points amateurs
- Zurich 1983
  -  Champion du monde de la course aux points amateurs
- Gand 1988
  -  Médaillé de bronze de la course aux points
- Maebashi 1990
  -  Médaillé d'argent de la course aux points

### Championnats nationaux
- 1973
  -  Champion du Danemark de poursuite juniors
- 1980
  - 2e du championnat du Danemark de course aux points amateurs
  - 3e du championnat du Danemark de poursuite par équipes amateurs
- 1981
  - 2e du championnat du Danemark de poursuite par équipes amateurs
- 1983
  -  Champion du Danemark de poursuite par équipes amateurs (avec Brian Holm, Jørgen Vagn Pedersen et Dan Frost)
- 1984
  -  Champion du Danemark de poursuite par équipes amateurs (avec Brian Holm, Jørgen Vagn Pedersen et Dan Frost)
  -  Champion du Danemark de course aux points amateurs
- 1985
  -  Champion du Danemark de l'omnium
- 1989
  -  Champion du Danemark de l'omnium

### Six jours
- Six jours de Perth : 1989 (avec Kim Eriksen)

## Palmarès sur route
- 1972
  -  Champion du Danemark du contre-la-montre par équipes juniors (avec Kim Gunnar Svendsen (da), Per Thomsen et Anders Ole Jensen)
- 1973
  - 2e du championnat du Danemark du contre-la-montre juniors
  - 2e du championnat des Pays nordiques du contre-la-montre par équipes juniors
- 1977
  - 6ea étape du Tour de Basse-Saxe
- 1978
  - 6e étape de la Milk Race
  - 2e du championnat des Pays nordiques du contre-la-montre par équipes
- 1979
  - 1re et 2e étapes du Sealink International Grand Prix
  - 4e étape du Tour d'Irlande
- 1980
  - 3e du championnat du Danemark du contre-la-montre amateurs
- 1981
  -  Champion du Danemark du contre-la-montre amateurs
- 1982
  - 2eb étape du Sealink International Grand Prix
- 1983
  -  Champion du Danemark sur route amateurs
  -  Champion du Danemark du contre-la-montre par équipes amateurs (avec Bjarne Riis, Lars Jensen et Kim Eriksen)
  - Fyen Rundt
  - 2e du championnat du Danemark du contre-la-montre amateurs
- 1984
  - 2e du championnat du Danemark du contre-la-montre amateurs

## Récompenses
- Cycliste danois de l'année en 1981 et 1983